# Шуваев, Виктор Павлович
Виктор Павлович Шуваев — рядовой Вооружённых Сил СССР, участник войны в Афганистане, погиб при исполнении служебных обязанностей, кавалер ордена Красной Звезды (посмертно).

## Биография
Родился 9 августа 1967 года в посёлке Никольское Енотаевского района Астраханской области.
После окончания средней школы поступи в Астраханский радиотехнический техникум.
15 октября 1985 года Шуваев был призван на службу в Вооружённые Силы СССР Ленинским районным военным комиссариатом города Астрахани. В феврале 1986 года был направлен для дальнейшего прохождения службы в Демократическую Республику Афганистан. Трижды участвовал в крупных боевых операциях по разгрому формирований моджахедов, семнадцать раз вместе со своим подразделением сопровождал автомобильные колонны.
12 сентября 1987 года при прохождении очередной колонны та попала в засаду моджахедов и была обстреляна. Шуваев, сопровождавший колонну, вместе со своими товарищами отстреливался, прикрывая транспорты. Рискуя собственной жизнью, он под вражеским обстрелом вынес несколько раненых солдат в безопасное место. Во время смены огневой позиции рядовой Виктор Павлович Шуваев получил смертельное ранение и вскоре скончался.
Похоронен на кладбище посёлка Никольское Енотаевского района Астраханской области.
Указом Президиума Верховного Совета СССР рядовой Виктор Павлович Шуваев посмертно был удостоен ордена Красной Звезды.

## Память
- В честь Шуваева названа улица в Никольском[3].
- На доме в Никольском, где жил Шуваев, установлена мемориальная доска[3].